# La Chapelle-d'Aunainville
La Chapelle-d'Aunainville är en kommun i departementet Eure-et-Loir i regionen Centre-Val de Loire strax norr om centrala Frankrike. Kommunen ligger i kantonen Auneau som tillhör arrondissementet Chartres. År 2022 hade La Chapelle-d'Aunainville 243 invånare.

## Befolkningsutveckling
Antalet invånare i kommunen La Chapelle-d'Aunainville
Referens:INSEE